# Pippuhana calcar
Pippuhana calcar är en spindelart som först beskrevs av Bryant 1931.  Pippuhana calcar ingår i släktet Pippuhana och familjen spökspindlar. Inga underarter finns listade i Catalogue of Life.